# Michael Fossum
Michael Edward Fossum (Sioux Falls, 19 december 1957) is een Amerikaans ruimtevaarder. Fossum zijn eerste ruimtevlucht was STS-121 met de spaceshuttle Discovery en vond plaats op 4 juli 2006. Tijdens de missie werden nieuwe veiligheids- en reparatietechnieken getest.
Fossum maakte deel uit van NASA Astronautengroep 17. Deze groep van 32 ruimtevaarders begon hun training in 1998 en had als bijnaam The Penguins. 
In totaal heeft Fossum drie ruimtevluchten op zijn naam staan, waaronder een missie naar het Internationaal ruimtestation ISS. Tijdens zijn missies maakte hij zeven ruimtewandelingen. 